# Швеция на зимних Олимпийских играх 1932

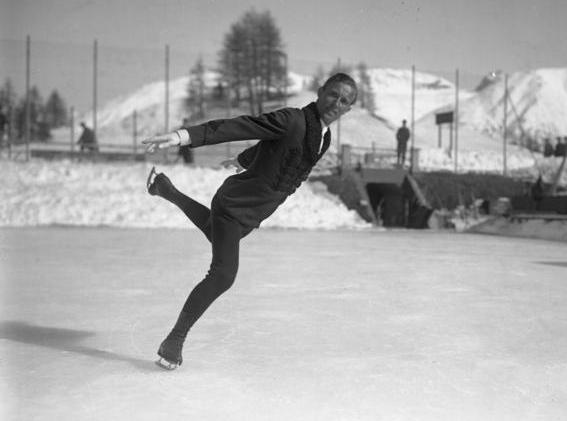
Серебряный медалист Гиллис Графстрём

Швеция принимала участие в Зимних Олимпийских играх 1932 года в Лейк-Плесиде (США) в третий раз за свою историю, и завоевала две серебряные и одну золотую медали. Сборную страны представляла 1 женщина.

## Золото
- Лыжные гонки, мужчины - Свен Уттерстрём.

## Серебро
- Фигурное катание, мужчины — Гиллис Графстрём.
- Лыжные гонки, мужчины - Аксель Викстрём.